# Petrorossia flavipennis
Petrorossia flavipennis är en tvåvingeart som beskrevs av Zaitzev 1966. Petrorossia flavipennis ingår i släktet Petrorossia och familjen svävflugor. Inga underarter finns listade i Catalogue of Life.